# Герасимівка (Дубровський район)
Герасимівка (рос. Герасимовка) — присілок в Дубровському районі Брянської області Російської Федерації.
Населення становить 68 осіб. Входить до складу муніципального утворення Олешинське сільське поселення.

## Історія
Від 2005 року входить до складу муніципального утворення Олешинське сільське поселення.

## Населення
| 2010 | 2013 |
| ---- | ---- |
| 72   | ↘68  |